# Dichagyris alcarriensis
Dichagyris alcarriensis là một loài bướm đêm trong họ Noctuidae.